# Panzhihua
Panzhihua (en chino simplificado, 攀枝花市; pinyin, Pānzhīhūa shì) es una ciudad-prefectura en la provincia de Sichuan, República Popular de China. Ubicada en la confluencia de los ríos Jinsha y Yalong ambos tributarios del Yangtsé. A una distancia aproximada de 600 kilómetros de la capital provincial. Limita al norte con Liangshan, al sur con Chuxiong Yi, al oeste con Liangshan Yi y al este con  Zhaotong. Su área es de 7440 km² y su población es de 1,2 millones de habitantes.

## Administración
La ciudad-prefectura de Panzhihua se divide en 5 localidades que se administra 3 distritos urbanos y 2 condados rurales:
- Distrito oriental 东区
- Distrito occidental 西区
- Distrito Renhe 仁和区
- Condado Miyi 米易县
- Condado Yanbian 盐边县

## Economía
Panzhihua es un tesoro de recursos naturales, pero siguió siendo un terreno baldío hasta 1960. Fue fundada en una distancia de la cabecera del río Yangtse en 1966 como un centro de producción de acero. Creció rápidamente a medida que se mantuvo relativamente próspera, mientras que el resto del país estaba pasando por la Revolución Cultural. La zona tiene un clima subtropical.
Panzhihua se conecta a Chengdu y Kunming por ferrocarril.

## Clima
| Parámetros climáticos promedio de Panzhihua (1988−2007) | Parámetros climáticos promedio de Panzhihua (1988−2007) | Parámetros climáticos promedio de Panzhihua (1988−2007) | Parámetros climáticos promedio de Panzhihua (1988−2007) | Parámetros climáticos promedio de Panzhihua (1988−2007) | Parámetros climáticos promedio de Panzhihua (1988−2007) | Parámetros climáticos promedio de Panzhihua (1988−2007) | Parámetros climáticos promedio de Panzhihua (1988−2007) | Parámetros climáticos promedio de Panzhihua (1988−2007) | Parámetros climáticos promedio de Panzhihua (1988−2007) | Parámetros climáticos promedio de Panzhihua (1988−2007) | Parámetros climáticos promedio de Panzhihua (1988−2007) | Parámetros climáticos promedio de Panzhihua (1988−2007) | Parámetros climáticos promedio de Panzhihua (1988−2007) |
| Mes                                                     | Ene.                                                    | Feb.                                                    | Mar.                                                    | Abr.                                                    | May.                                                    | Jun.                                                    | Jul.                                                    | Ago.                                                    | Sep.                                                    | Oct.                                                    | Nov.                                                    | Dic.                                                    | Anual                                                   |
| ------------------------------------------------------- | ------------------------------------------------------- | ------------------------------------------------------- | ------------------------------------------------------- | ------------------------------------------------------- | ------------------------------------------------------- | ------------------------------------------------------- | ------------------------------------------------------- | ------------------------------------------------------- | ------------------------------------------------------- | ------------------------------------------------------- | ------------------------------------------------------- | ------------------------------------------------------- | ------------------------------------------------------- |
| Temp. máx. media (°C)                                   | 21.8                                                    | 24.8                                                    | 28.6                                                    | 31.7                                                    | 32.3                                                    | 32.2                                                    | 31.0                                                    | 30.6                                                    | 28.1                                                    | 26.2                                                    | 23.4                                                    | 21.0                                                    | 27.6                                                    |
| Temp. mín. media (°C)                                   | 6.9                                                     | 9.9                                                     | 14.2                                                    | 17.7                                                    | 19.8                                                    | 21.4                                                    | 21.3                                                    | 20.8                                                    | 18.9                                                    | 16.2                                                    | 11.3                                                    | 7.2                                                     | 15.5                                                    |
| Lluvias (mm)                                            | 5.5                                                     | 3.7                                                     | 8.2                                                     | 14.0                                                    | 57.9                                                    | 144.0                                                   | 221.1                                                   | 188.2                                                   | 139.2                                                   | 57.7                                                    | 16.9                                                    | 1.9                                                     | 858.3                                                   |
| Fuente: 中央气象台                                      |                                                         |                                                         |                                                         |                                                         |                                                         |                                                         |                                                         |                                                         |                                                         |                                                         |                                                         |                                                         |                                                         |